# Corne des Brenlaires
Corne des Brenlaires är en bergstopp i Schweiz. Den ligger i distriktet Riviera-Pays-d'Enhaut och kantonen Vaud, i den sydvästra delen av landet, 60 km söder om huvudstaden Bern. Toppen på Corne des Brenlaires är 1 879 meter över havet.